# Gayturism

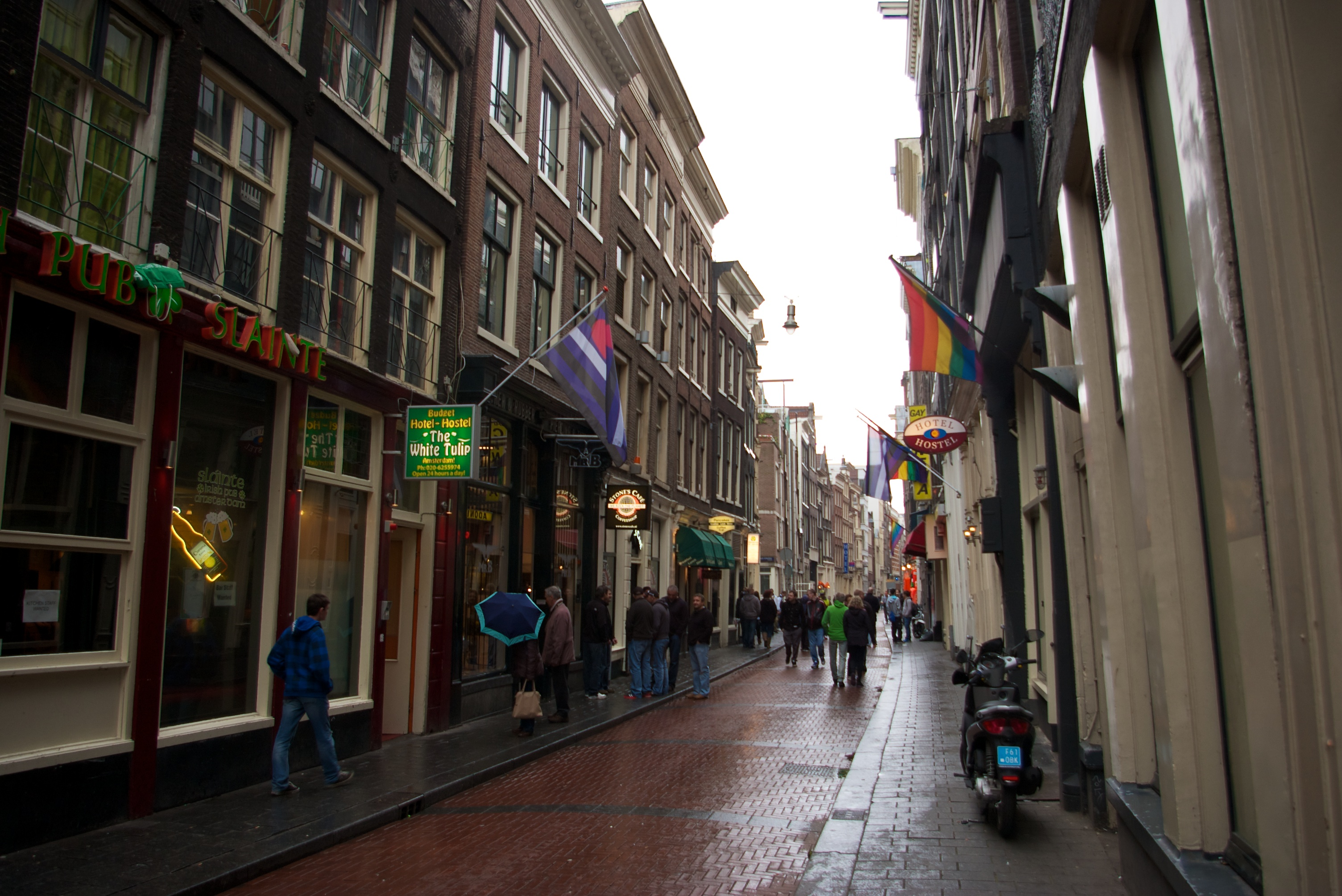
Red light district, Amsterdam

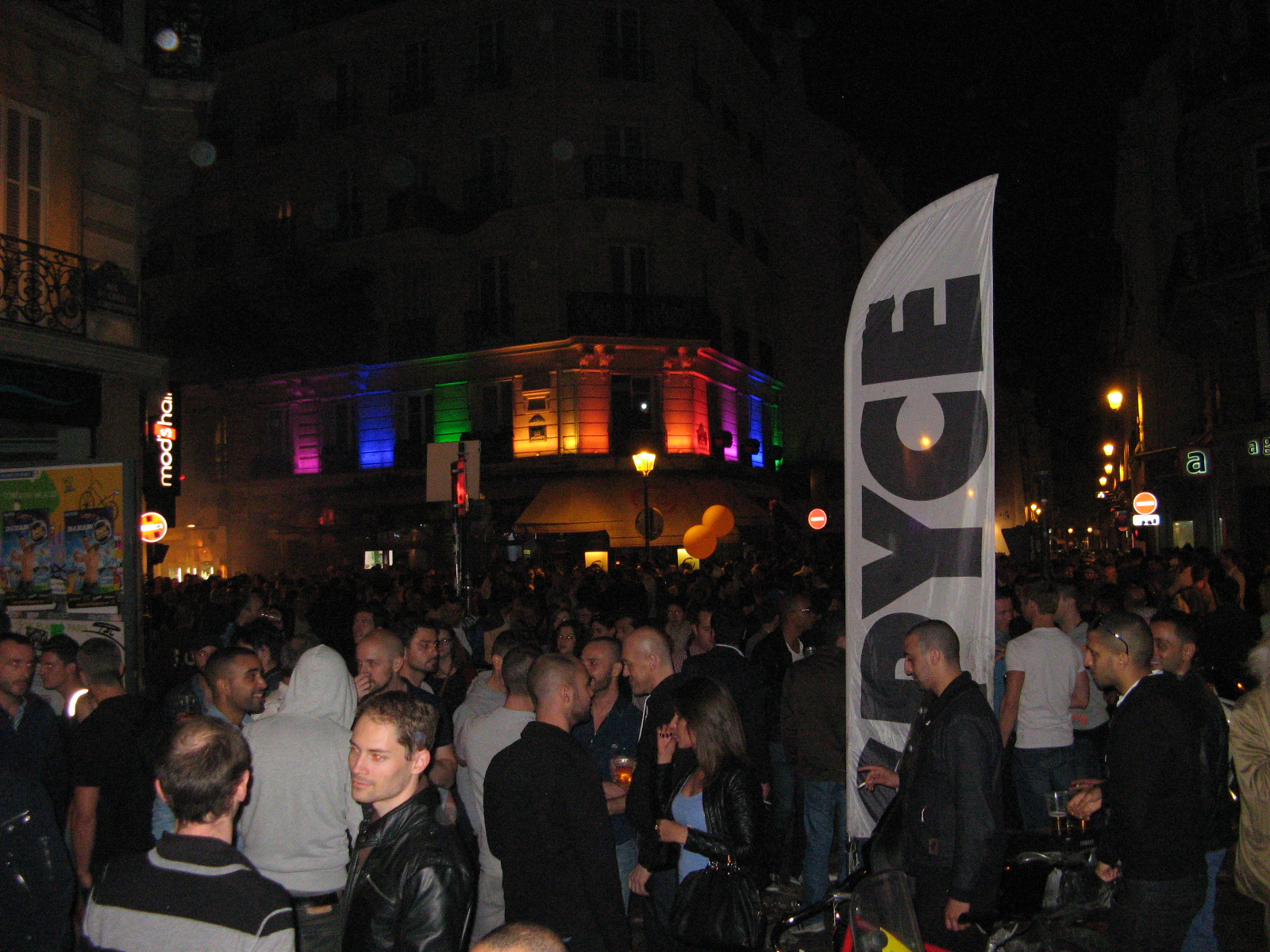
Marais, Paris

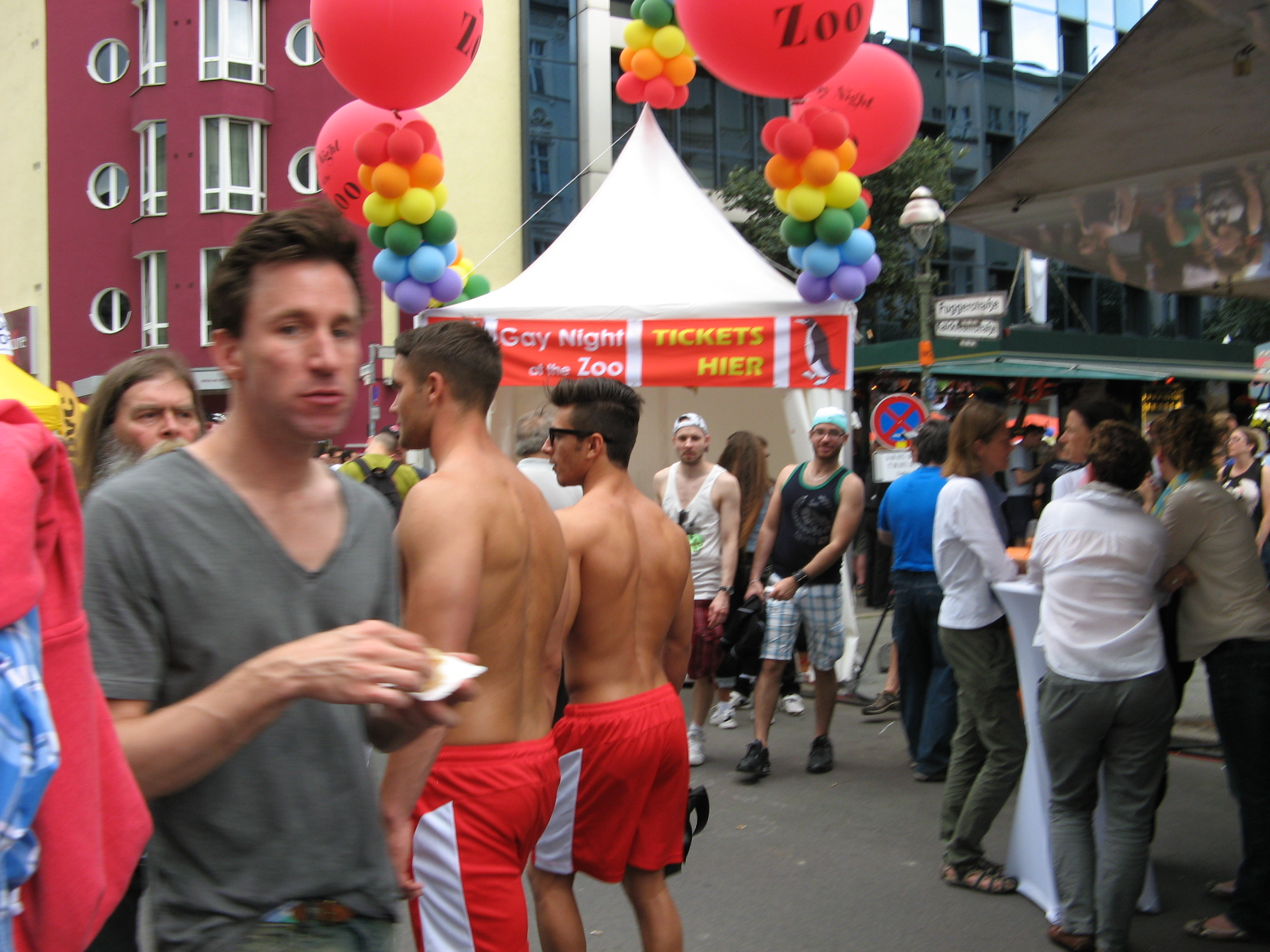
Schöneberg, Berlin

Gayturism, typ av turism inriktad på homosexuella, bisexuella och transpersoner.
Gayturismens mål är ofta storstäder med utpräglad gaykultur eller pride-evenemang.

## Några populära resmål

### Europa
- Amsterdam
- Berlin (se här Homokultur i Berlin)
- Ibiza
- London (se även Soho)
- Mykonos
- Paris (se även Le Marais)
- Sitges

### Nordamerika
- Chicago
- Montréal
- New York (se även Greenwich Village)
- San Francisco (se även Castro)
- Toronto

### Sydamerika
- Buenos Aires
- São Paulo

### Asien
- Tel-Aviv[1][2]